# Phalansterium
A Phalansterium kolóniaképző egysejtű ostorosok nemzetsége az Amoebozoa kládban 6 fajjal. Tetraspórákat képez.
Pericentrioláris teste ultraszerkezete megkülönbözteti a többi nemzetségtől. Nehezen besorolható, de molekuláris bizonyítékok alapján az Amoebozoa tagja.

## Történet
Első leírt fajai, a Phalansterium consociatum, a Phalansterium digitatum és a Phalansterium solitarium amőboid fázis nélküliek.
Kent 1880-ban a Phalansteriidae családba sorolta, ezt Hibberd a Phalansteriida egyetlen családjaként írta le.
Hibberd 1983-ban kimutatta, hogy a P. digitatum jellemzői együttese egyedi: egy ostora és centrióluma van, melyet egy kifelé táguló mikrotubuluskúp rögzít a sejtmaghoz, mitokondriumai el nem ágazó vagy elágazó csőszerű cristákkal rendelkeznek, ostora alapján gallér van, mely folytonos, nem tovább osztott sejtplazmából áll. E jellemzőkben tér el a galléros ostorosoktól, ahol 2 centriólum és lapos cristák vannak, gallérjuk pedig mikrovillusokból áll, ezért hozta létre a Phalansteriidát. Karpov 1990-ben ezzel szemben a Spongomonas rokonaként írta le, és a Spongomonadida csoportba sorolta, ezt Cavalier-Smith azért vitatta, mert a Spongomonas alapvetően kétostorú ősökkel rendelkezik, míg a Phalansterium egyostorú, és ostorgyökereik is mások, míg távolságalapú fák alapján az Apusomonadida rokonának is tekintették. Stechmann és Cavalier-Smith 2002-es és két 2003-as tanulmánya, valamint Cavalier-Smith és Chao egyik 2003-as tanulmányában viszont a polifiletikus Neomonada csoportba sorolták.
Cavalier-Smith 2002-ben az ősi eukariótához hasonlónak tekintette egyetlen ostorával, melyet minden ostoros ősi állapotának tekintett. Bár 2004-ben még a Lobosa csoportjaként és az ősi eukariótához a Mastigamoebida kládnál hasonlóbbként írta le, 2022-ben megjelent tanulmányában már a Tevosa altörzs Conosa altörzsága Variosea csoportjába sorolta, vagyis a Lobosán kívülre.
2004-ben Cavalier-Smith et al. az Amoebozoába sorolták a nemzetséget a Varipodida testvércsoportjaként, bár ekkor ismert fajai korábbi feltételezések szerint amőboid fázissal nem rendelkeztek, ezzel ez volt az első tisztán ilyen fajokból álló Amoebozoa-nemzetség. Bár 2004-ben egy P. solitariumhoz hasonló ostoros fedő alatti időleges amőbává válásáról számolt be Ekelund 2004-ben, azonban kultúrában ez sose következett be, és nem írta le az átmeneti amőboid állapotot.
Első ideiglenesen amőboid fázissal rendelkező faja a Phalansterium filosum Smirnov et al. 2011.

## Morfológia
Egyostorú és -centriólumú, a felszínen mozgó ostoros vagy ostoros amőba, mely feltehetően hátulsó ostorával együtt vesztette el annak centriólumát. Cavalier-Smith ostora átmeneti zónáját kezdeti állapotnak tekintette. Az ostor körül nagy sejtplazmagallér van, mely nem tagolódik mikrovillusokra, mint a galléros ostorosok esetén. Az ostor proximális 15 μm-e vastag, merev és nem mozgékony, és bazálisan 4–6 μm-es gallér veszi körül, melyen belül az axonémaszerkezet az Y-kapcsolatokból álló átmeneti zónából áll, és nincs karpár vagy tüske. E hosszú átmeneti zóna hosszabb a Calkinsia nemzetségénél, és axiálisan differenciált, kiemelve evolúciós szerepét. Disztálisan csak egy központi mikrotubulussal rendelkezik. Az ostor apikális eredetű. A triplett-dublett kapcsolat makkszerű fonalai a Cavalier-Smith által a Dorsatába sorolt legtöbb fajénál egyértelműbbek. Átmeneti zónája kilencszögű csöve rövid, és ha a benne lévő dugó vele nem homológ, feltehetően az átmeneti lemezhez képest disztális helyzetű.
Két Phalansterium solitarium-törzs jelentősen eltérő morfológiákkal rendelkezik, ez alapján 2004-ben Cavalier-Smith kimutatta, hogy a Phalansterium sokszínűbb lehet az addig ismert fajoknál.
Lehet egysejtű vagy kolóniaképző, de egyes fajai kizárólag egysejtűek. Héja szemcsés. A trofikus sejtek Golgi-készüléke nagyobb és periférikusabb, sejtmagjában 1 sejtmagvacska és több sűrű kromatinszemcse van. Durva endoplazmatikus retikuluma változó számú ciszternával rendelkezik, és helyenként a sejtfelszínhez közel fut.

## Életmód
Fajai aerob bakterivorok, általában szesszilisek, de egyes fajai rövid elvékonyodó sejtplazma-kiemelkedéseket használnak, és ezt vagy sejttestük alakját felhasználva mozognak.
A baktériumokat a merev ostoron kapja el, melyek annak alapjához kerülnek az ostorfelszín mozgásával, feltehetően a Breviatidae által sikláshoz használthoz hasonló rendszerrel.

## Ökológia
Szúnyoglárvák nem parazita epibiontája például a P. digitatum, emellett szubantarktikus területeken, például Déli-Georgia szigetén is élnek fajai.

## Életciklus
Úszó ostorossá vagy ostor nélküli amőbává alakuláskor gallérját elveszti. Egyes fajai életciklusában nincs amőboid állapot, ez levezetett tulajdonság – az Amoebozoa utolsó közös őse feltehetően rendelkezett vele. Cisztát képezhet, mely kialakulásakor ötszög keresztmetszetű, 5 longitudinális mélyedése van, ötfogású szimmetriáját a sejtmembrán közelében lévő 5 ciszterna ad, melyek kifújódnak. A ciszta kialakulása után ellipszoid, tojás vagy gömb alakú.

## Genetika
Feltehetően nem rendelkezik dihidrofolát-reduktáz/timidilát-szintetáz génegyesüléssel.

## Rendszertan
Phalansterium Cienkowsky 1870
- Phalansterium arcticum Šmakova, Karpov et Smirnov 2018[12]
- Phalansterium consociatum (Fresenius 1858) Cienkowsky 1870
- Phalansterium digitatum Stein 1878
- Phalansterium filosum Cavalier-Smith et Chao 2011
- Phalansterium intestinum Cienkowsky 1870
- Phalansterium solitarium Sandon 1924

## Jelentőség
Az utolsó eukarióta közös ős (LECA) legjobb ismert élő modelljének tekintették.